# Halecium labiatum
Halecium labiatum är en nässeldjursart som beskrevs av Chantal Billard 1933. Halecium labiatum ingår i släktet Halecium och familjen Haleciidae.
Artens utbredningsområde är Röda havet. Inga underarter finns listade i Catalogue of Life.